# 盯视膜头鳕
盯视膜头鳕（学名：Hymenocephalus torvus）为长尾鳕科膜头鳕属的鱼类。分布于菲律宾南部诸海区以及台湾和香港附近及南中国海东部等，属于小型深海鱼类。其多生活于水深300-540米以及贝灰沙底或褐泥沙底。该物种的模式产地在台湾附近。